# 利特爾福爾斯 (新澤西州)
利特爾福爾斯（英語：Little Falls）是位於美國新澤西州巴賽克縣的一個鎮區。

## 地方資料
利特爾福爾斯的面積為7.43平方千米，當中陸地面積為7.24平方千米，而水域面積為0.19平方千米。根據2020年美國人口普查的數據，當地共有人口13360人，而人口密度為每平方千米1,798.12人。